# Helophilus pendulus
Espèce
Helophilus pendulus, l'hélophile suspendu, est une espèce d'insectes de l'ordre des diptères de la famille des syrphes, aux couleurs contrastées, mesurant 10 à 15 mm et se rencontrant habituellement du printemps jusqu'en octobre butinant sur les fleurs. 

## Description
Il est reconnaissable à sa face dorsale thoracique noire rayée longitudinalement de quatre bandes jaunes. Pour cette raison, il est appelé Footballer par les Anglais.
Ses pattes sont orangées à extrémités noires.
À ne pas confondre avec Helophilus hybridus ou Helophilus trivittatus. 
Quelques critères pour le distinguer :
- bande faciale médiane verticale noire ;
- 3e fémur jaune orangé sur le tiers apical ;

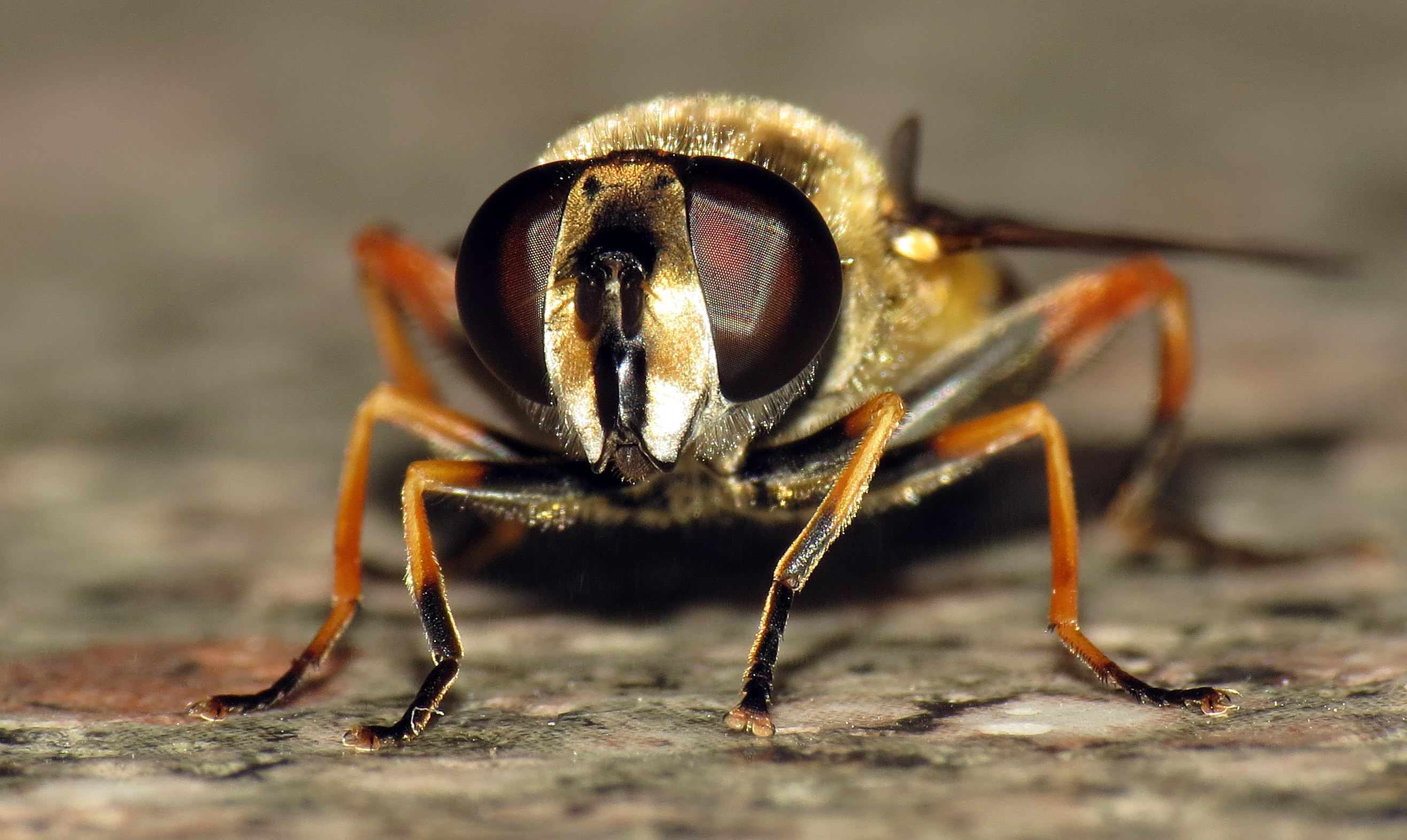
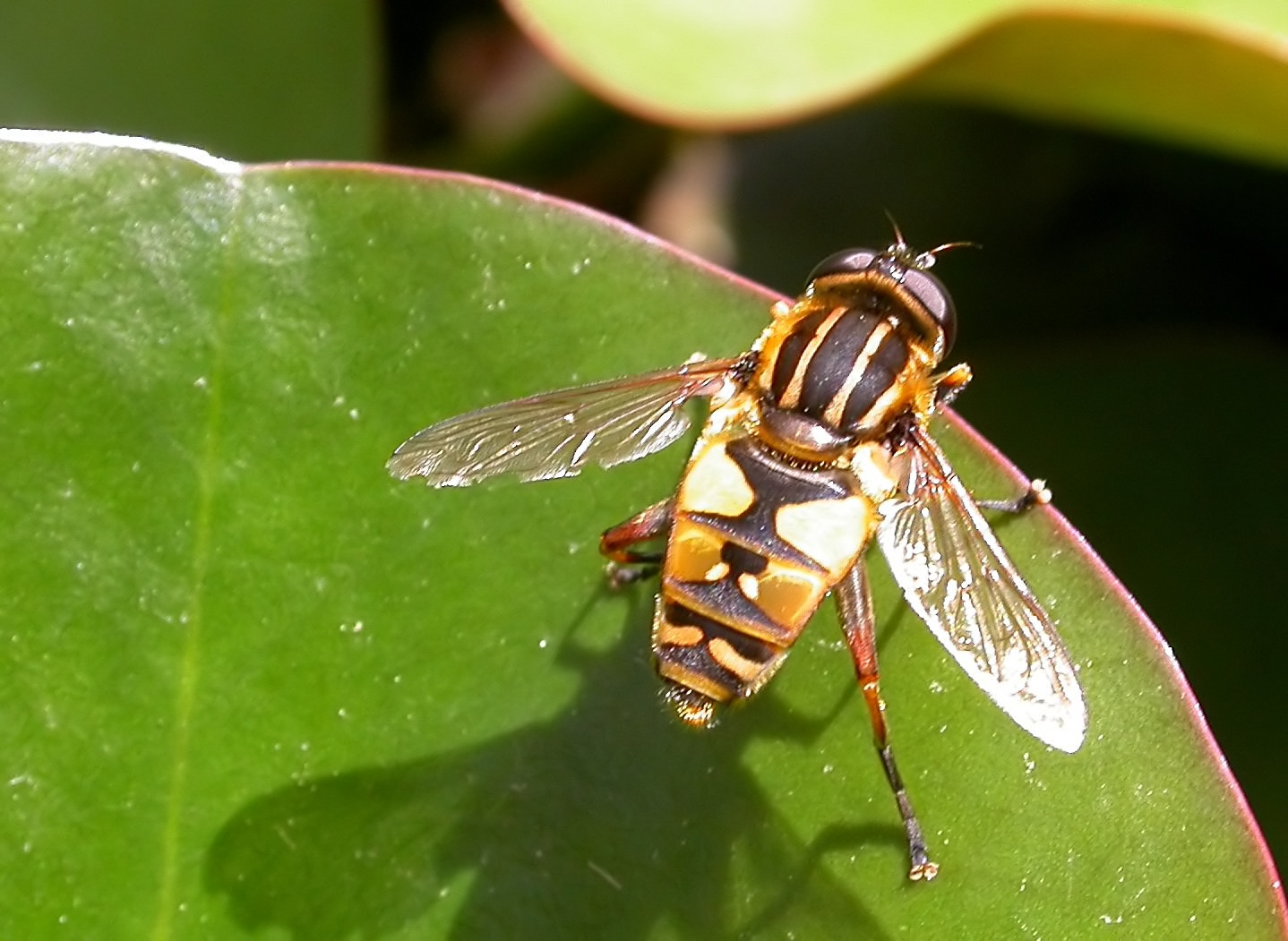
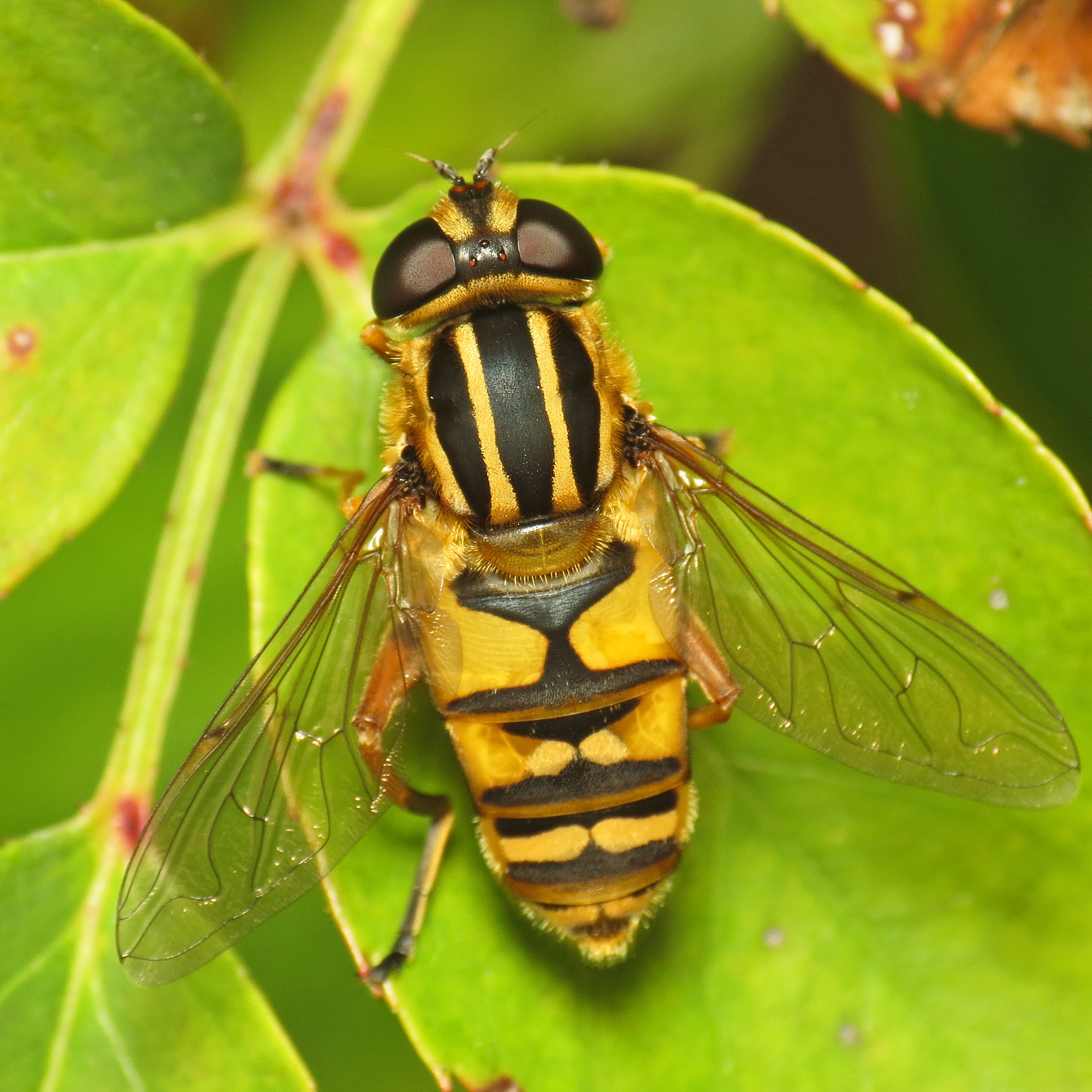

- marques sur l'abdomen jaune ocre.

## Mode de vie
L'imago est visible d'avril à octobre, plutôt dans les milieux ouverts et humides (prairies humides, prés inondables, fonds de vallée, fossés). Les larves semblent apprécier les eaux boueuses et la vase où elles peuvent respirer grâce à un appendice (siphon). 

### Alimentation
La larve se nourrit dans l'eau riche en matières organiques ou dans la vase.
L'adulte se nourrit de pollen et de nectar.

### Reproduction
Accouplement sur les feuilles, pontes d'œufs blancs allongés alignés sur une feuille.

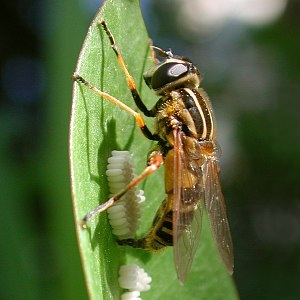
En cours de ponte
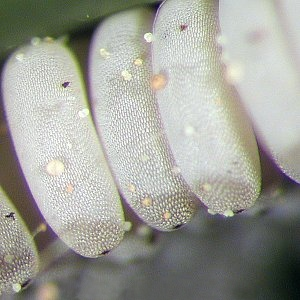
Œufs
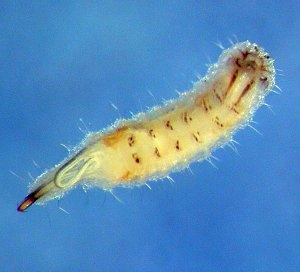
Larve

## Répartition
Europe tempérée jusqu'au nord des Îles Britanniques.

## Systématique
L'espèce a été décrite par le naturaliste suédois Carl von Linné en 1758 sous le nom initial de Musca pendulus.

### Synonymie
- Musca pendulus Linnaeus, 1758 Protonyme
- Musca trilenvus Harris, 1776
- Helophilus trilenvus (Harris, 1776)
- Musca trilineatus Harris, 1776
- Helophilus trilineatus (Harris, 1776)
- Musca trelineatus Harris, 1782
- Helophilus trelineatus (Harris, 1782)
- Helophilus similis Curtis, 1832